# Apteronotus camposdapazi
Apteronotus camposdapazi är en fiskart som beskrevs av De Santana och Lehmann A. 2006. Apteronotus camposdapazi ingår i släktet Apteronotus och familjen Apteronotidae. Inga underarter finns listade i Catalogue of Life.